# Ishallens utveckling

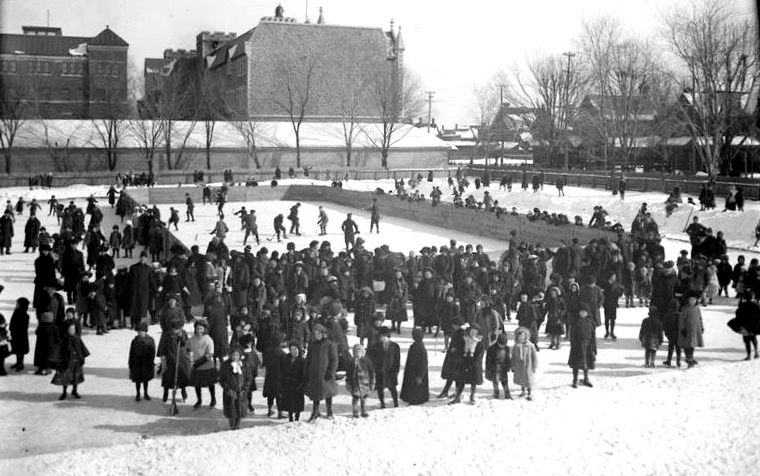
Utomhusrink i Ottawa (Kanada) fotograferad under 1920-talet.

Ishallens utveckling har förändrat vintersporter som utövas på is, sättet dess publik får ta del av dem och vilka möjligheter en ishall kan erbjuda som ett centrum för sport och kultur. Under lång tid har ishallen utvecklats på flera områden, främst till följd av en ökad popularitet för sporter som utövas på is. 
Övergången från uterink till inomhusarena skedde under olika tidpunkter beroende på det geografiska läget, men Kanada blev det första landet någonsin att bygga en inomhusarena, vilken genast blev populär. Ökat intresse från allmänheten tillsammans med att sporter som utövades på is spreds över världen bidrog till att uterinken byttes ut mot ishallen och inomhusarenan på flera håll, speciellt efter andra världskriget. Runt 1970-talet följde många Nordamerikas exempel att bygga större och förbättrade arenor samt multifunktionella sådana, vilket gav upphov till begreppet multiarena. Dessa arenor erbjöd besökare ett större utbud av underhållning och en ny slags upplevelse som gick långt bortom sport. En konsekvens av det stora intresset för multiarenor och den tekniska utvecklingen var den storskaliga marknadsföring som kom att prägla sporter och arenaverksamheter. Detta har gjort att många företag har investerat i och sponsrat sportlag och arenor, något som i de flesta fall är avgörande för arenaverksamheter och dess ekonomiska förutsättningar till att bygga, renovera och sköta om arenor på ett hållbart sätt.  

## Historia
Traditionellt sett har skridskoåkning och sport som spelas på is bedrivits på frusna sjöar och uterinkar. Först mot slutet av 1800-talet och i början av 1900-talet började sporter som ishockey spridas geografiskt med ursprung från Kanada, Nordamerika. Länge existerade tanken om att speciellt ishockey var en sport som hörde hemma utomhus och skulle spelas på frusna sjöar och naturis. I takt med att intresset för skridskosporten så småningom ökade, gjorde även idén om att kunna spela inomhus det. Från slutet av 1950-talet till slutet av 1990-talet ersatte ishallar många utomhusrinkar i Norden.

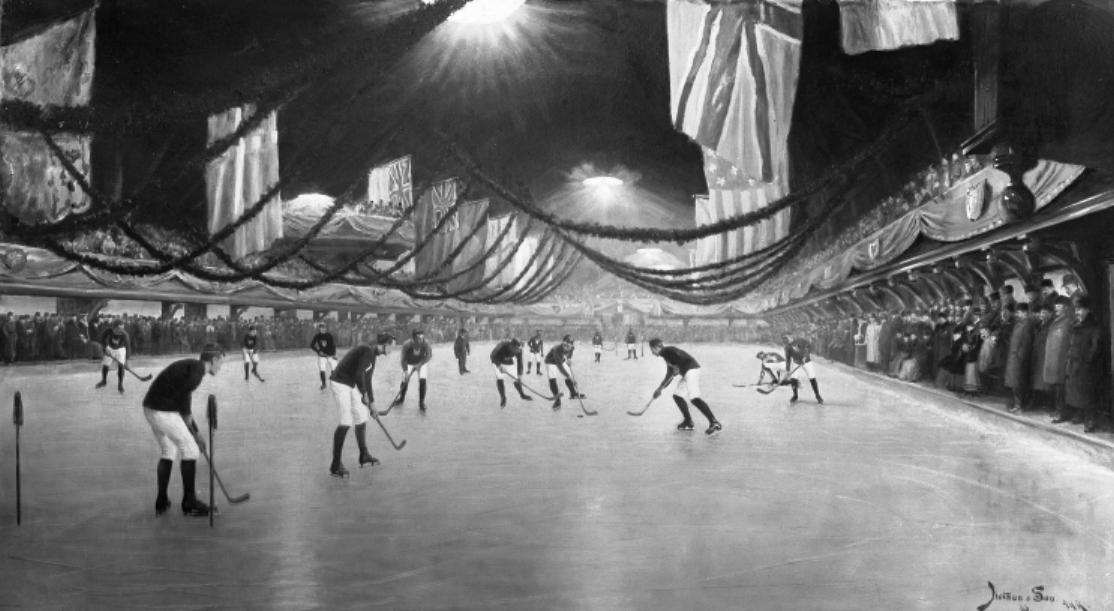
Victoria Skating Rink i Montreal, Kanada.

År 1862 öppnades en av de mest kända första ishallarna Victoria Skating Rink i Montreal, Kanada. Förutom att ishallen blev populär för att vara en av de finaste, hölls den första dokumenterade organiserade inomhus-ishockeymatchen där 1875 och Victoria Skating Rink blev även den första byggnaden av sitt slag i Kanada att bli elektrifierad. Ishallen användes under vintertid för skridskoåkning i allmänhet, ishockey och andra sporter på is medan den på sommaren brukades för olika typer av shower och musikaliska uppträdanden.
Efter andra världskriget slog ishockey igenom på allvar. Bandyn som tidigare dominerat marginaliserades och istället blev ishockey en viktig sport, inom vilken tävlingar mellan nationer fick stor betydelse då till exempel Sovjet satsade mycket på sporten vilket fick andra nationer att göra likadant. På så sätt blev ishockey en nationalsport i många länder och byggnationer av ishallar blev allt vanligare. De ökande publiksiffrorna för ishockey tillät goda ekonomiska förutsättningar för att från 1960-1970-talen bygga ishallar. Inomhushallar för bandy konstruerades först under 2000-talets första decennium.

### Sverige

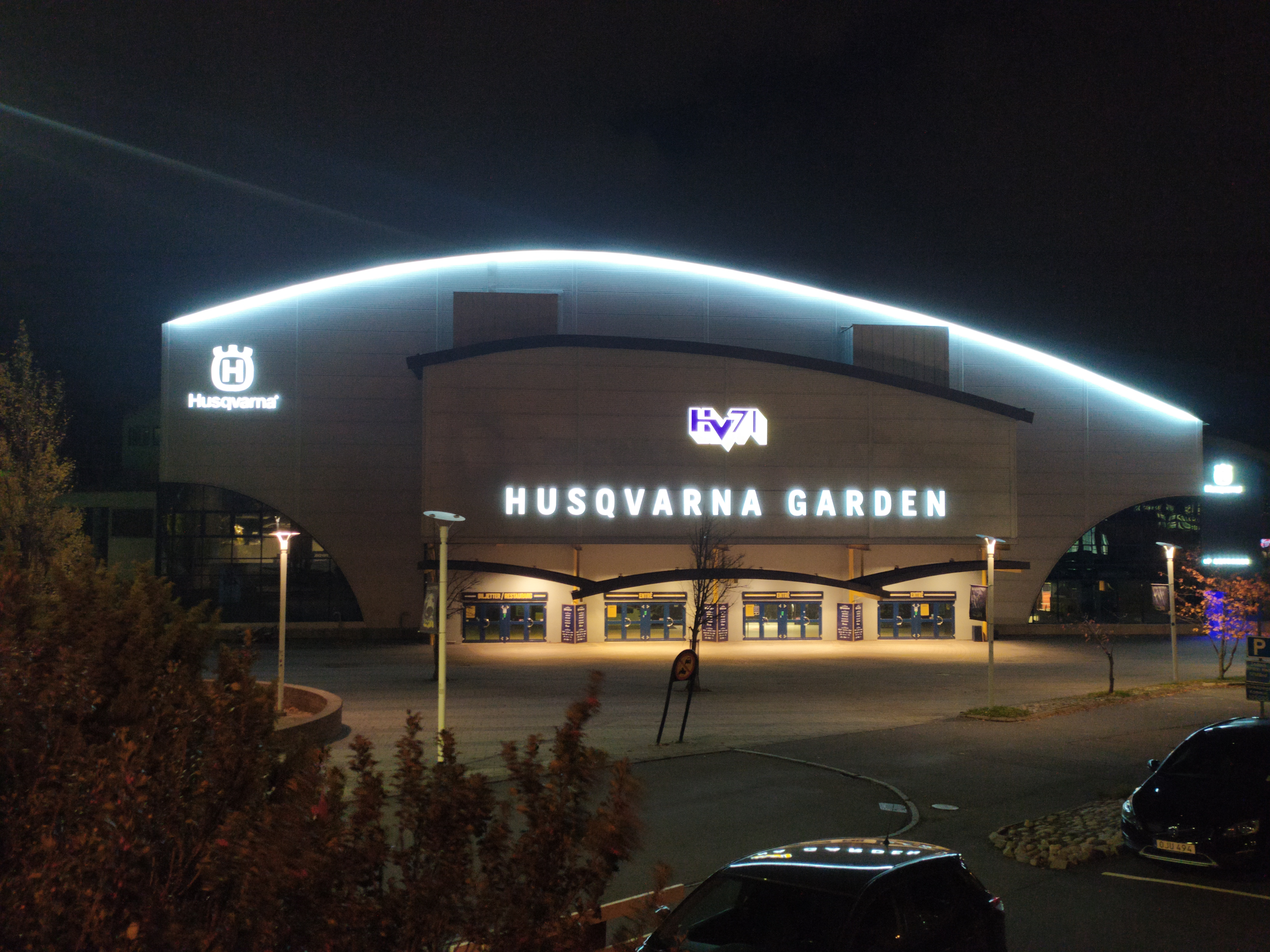
Husqvarna Garden, uppgraderad och renoverad arena som från början hette Rosenlundshallen, vilken räknas som Sveriges första riktiga ishall.

Då framförallt ishockey spreds snabbt över världen blev sporten en del av det moderna Sverige och att bygga ishallar blev en del av folkhemsbygget. Den första riktiga ishallen i Sverige, om man bortser från Matojärvi ishall, byggdes färdig år 1958 i Jönköping och rymde då cirka 4 500 åskådare. Den ishallen hette Rosenlundshallen men fick smeknamnet "Ispalatset". Senare år 2000 byggdes den om för att få utökad publikkapacitet till 7 000 åskådare och bytte namn till Kinnarps Arena.  Från och med år 2020 heter ishallen Husqvarna Garden och är sedan gammalt SHL-klubben HV71:s hemmaarena.

## Utveckling till arenakomplex
Sedan 1970-talet och framåt har utvecklingen av ishallar accelererat. Man började inte bara utforma och bygga större, förbättrade ishallar, vilka blev arenor, utan även multifunktionella sådana. Framväxten av multiarenan följde USA:s utveckling där flera stora arenor konstruerades. Anledningarna till detta var många. Till att börja med lockades många av idén om att kunna sammanlänka och kombinera olika sporter och evenemang i en byggnad. Visserligen skulle en byggnation av en multiarena bli ett stort projekt, men utrymmesmässigt var det praktiskt då man samlade allt på ett ställe. Ekonomiskt sett var multiarenan också något som skulle generera hög avkastning, trots dess kostsamma bygge, eftersom fenomenet skulle locka mer intresse, publik och sponsring. Därmed fanns tydliga vinstskäl till att bygga multiarenor. En annan orsak till varför multifunktionella arenakomplex började byggas var på grund av tävlingsidrottens konkurrens. Städer, kommuner och klubbar tävlade sinsemellan om att bygga störst, bäst och vackrast då man tyckte att den egna multiarenan skulle vara representativ för området och spegla dess identitet och samhällsutveckling. Denna konkurrens pågick i tron om att arenorna skulle gynna en stad ekonomiskt, leda till ökad uppmärksamhet och attrahera invånare och företag. Grundtanken med en multiarena var dock att stödja sport, idrott och kultur eftersom arenans olika evenemang i första hand skulle bidra till glädje och samhällsnytta.
Det finns flera multiarenor runtom i världen. Den tekniska utvecklingen har gjort det möjligt för en alltmer omfattande marknadsföring av evenemang som arrangeras i multiarenor. Variationen av upplevelser som erbjuds, vare sig det handlar om en ishockeymatch eller en konsert, uppskattas av många och därför har multiarenor blivit populära mötesplatser. Däremot har man sett en utveckling under 2000-talet som visar att betydligt fler mindre, småskaliga arenor byggdes i Sverige såväl som i USA. Denna utveckling kan ses som ett resultat av en försvinnande konkurrens och bristande innovationsförmåga.

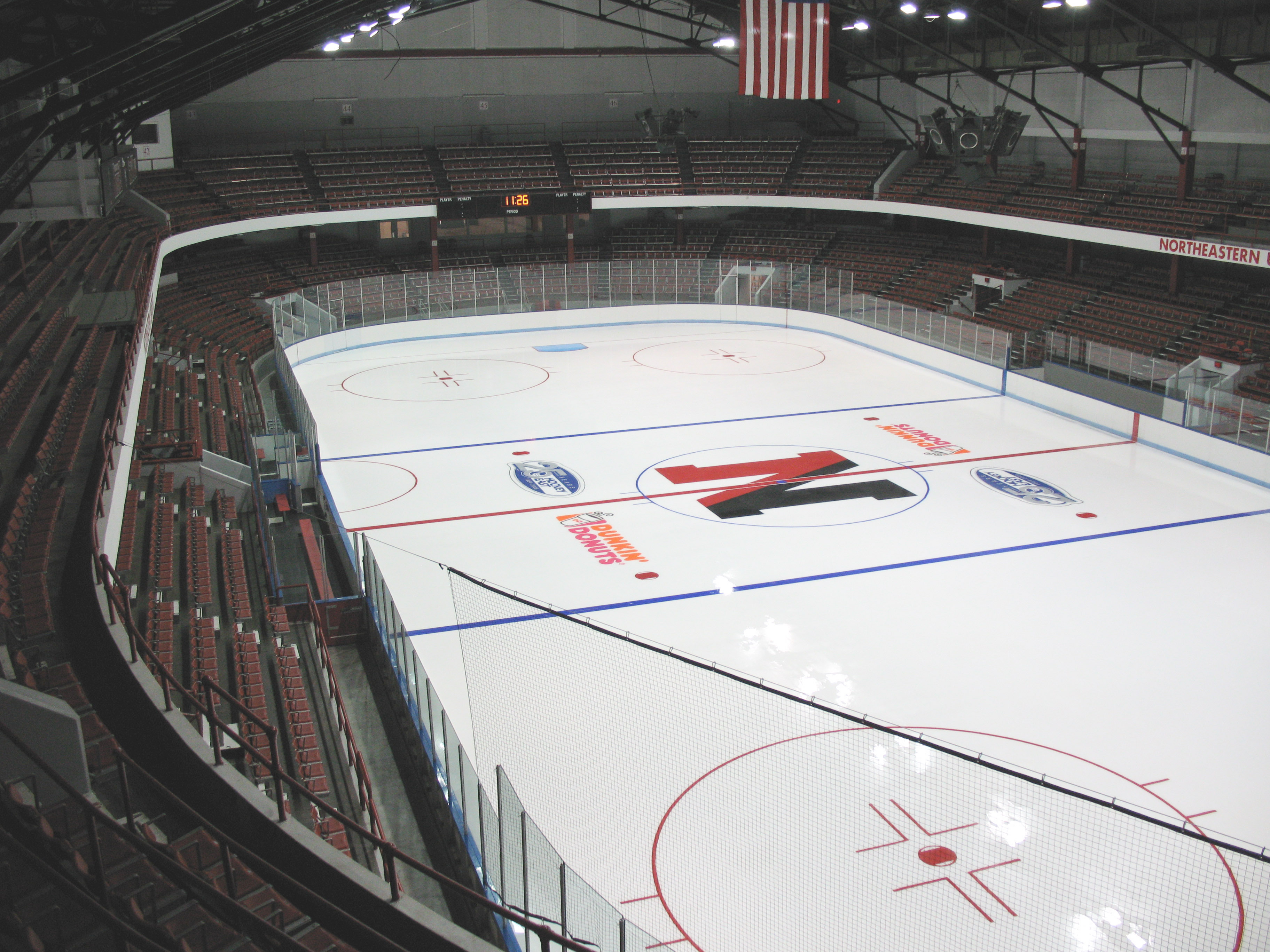
Matthews Arena 2009.

Den äldsta multiarenan i världen som fortfarande är i bruk, Matthews Arena, öppnade 1910 i Boston, Massachusetts. Ursprungligen var den hemmaarena för NHL-klubbarna Boston Bruins och dåvarande Carolina Hurricanes samt NBA-klubben Boston Celtics. Arenan ägs av ett universitet och används av olika ishockeylag och basketlag i Boston-området. I arenan hålls även diverse event och konserter.

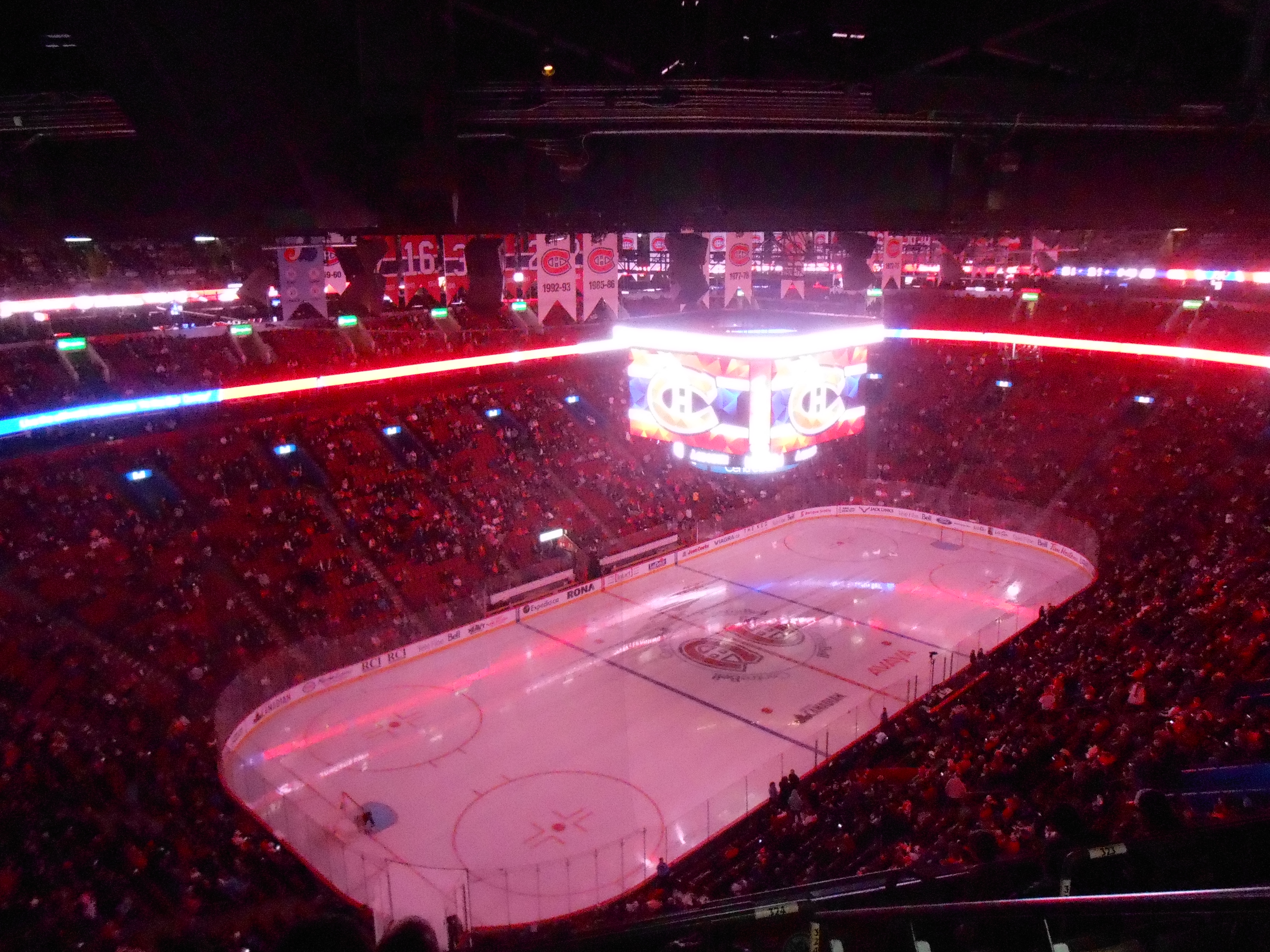
Bell Centre Arena 2016, Montreal.

Världens största hockeyarena är nybyggda SKA Arena i Sankt Petersburg, Ryssland, med en publikkapacitet på 21 500 under ishockeymatcher. Tidigare tillhörde titeln Bell Centre som är belägen i Montreal, Kanada. Den arenan invigdes 1996, har en publikkapacitet på över 21 000 åskådare och är NHL-klubben Montreal Canadiens hemmaarena. Anläggningen är en multiarena som kan byggas om på ett antal sätt för att kunna vara en konsertarena, teater, operahus och kampsportsarena. 

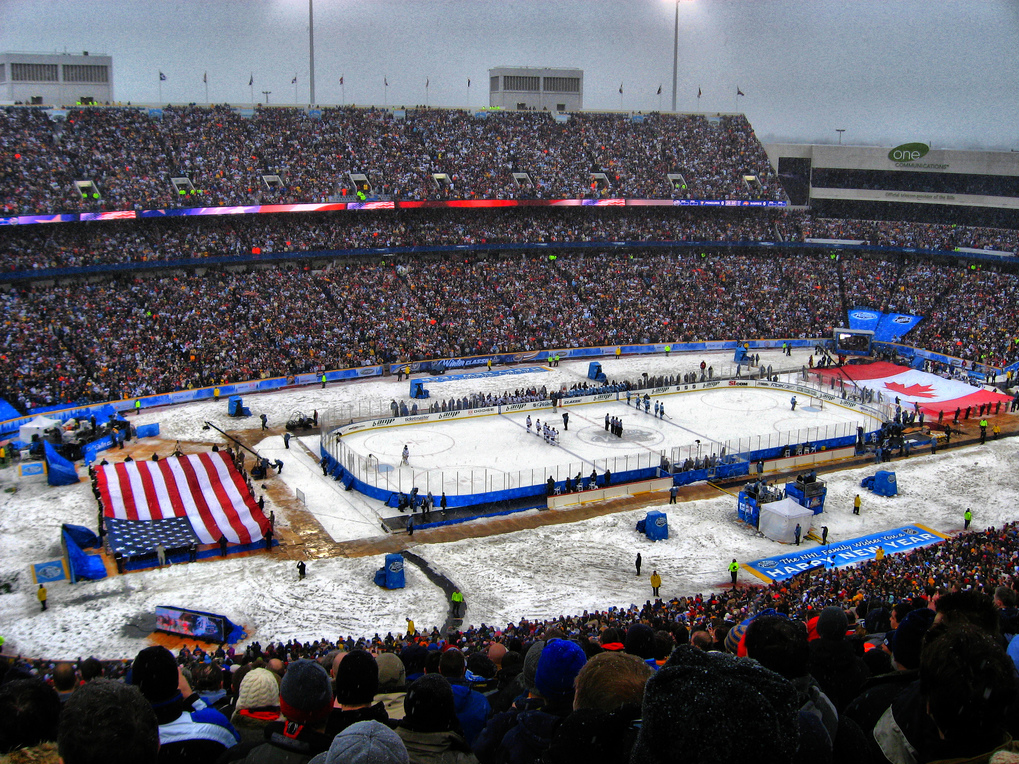
NHL Winter Classic i New York 2008.

Trots utvecklingen till inomhusarenor har en del sportligor valt att i viss mån behålla och hylla den förankring som finns till ursprungsformatet, till exempel genom att förlägga ishockeymatcher utomhus. Världens högst rankade ishockeyliga, NHL, har sedan 2008 arrangerat minst en utomhusmatch per säsong. Huvudsakligen används tre märken för utomhusmatcherna: Heritage Classic, Winter Classic och Stadium Series. Evenemangen marknadsförs som återgång till sportens rötter i syfte att framkalla minnen från när ishockey spelades utomhus.

### Sverige
Från år 2000 har ett flertal SHL-klubbar byggt om eller renoverat sina ishallar till så kallade arenor och det har skett en tydlig "arenafiering" av Sverige. Utvecklingen av evenemangsarenor eller också så kallade multiarenor har varit ytterst märkbar i landet. Orsaken till det är, förutom det växande intresset sport som ishockey skapade, att dessa arenor betydde mycket för besökarnas intryck då de erbjöd varierad underhållning vilket förhöjde upplevelsen av olika sportevent och idrottsarrangemang. Den största multiarenan i Sverige, som tillåter utövande av sporter på is, är Avicii Arena i Stockholm med ett maxantal på 16 000 åskådare. Där spelas och anordnas bland annat ishockeymatcher, konståkningstävlingar, konserter och andra evenemang. 

## Ishallstyper, krav & arenaklassificering

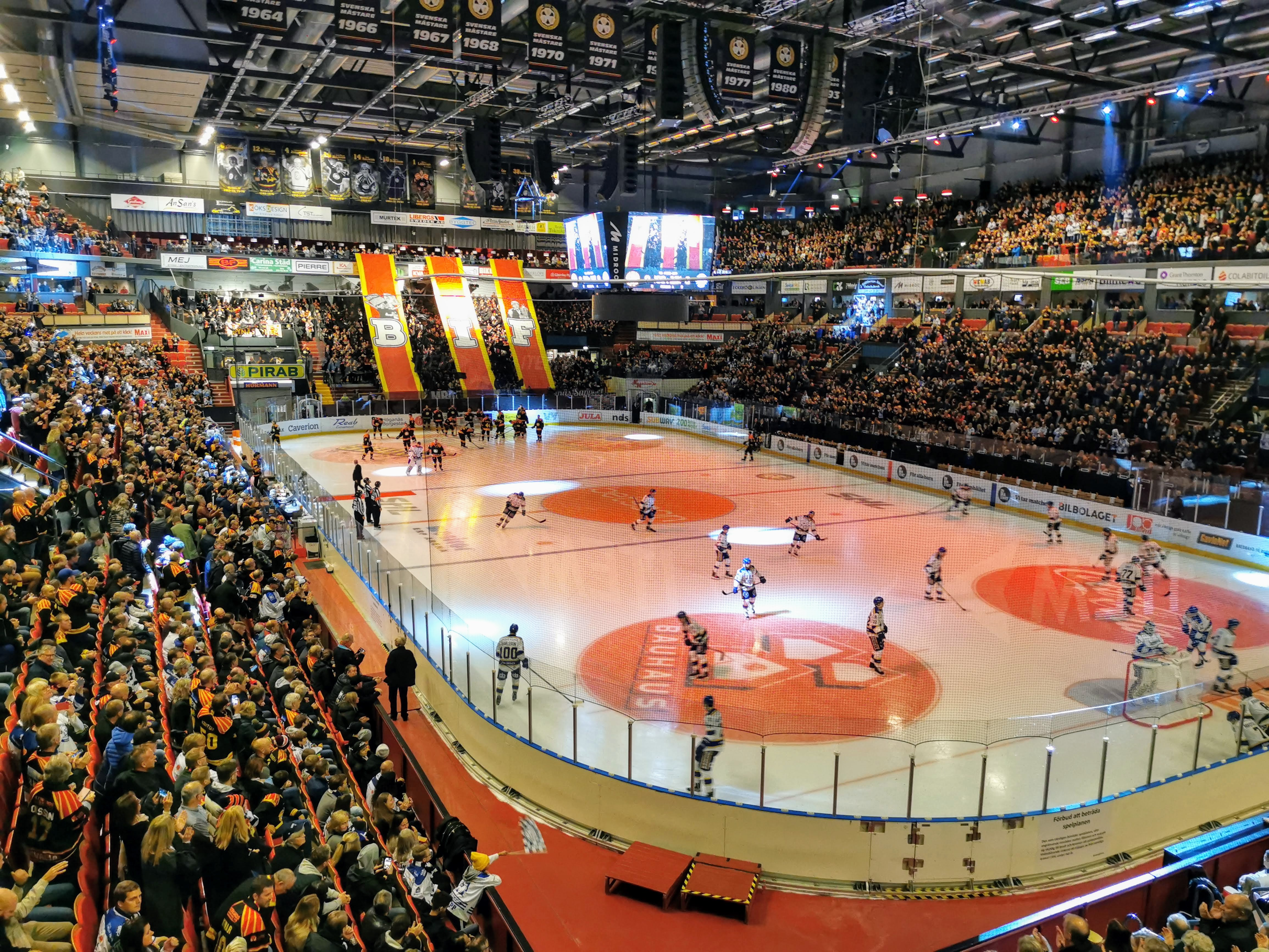
Publikkapacitet är ett av många krav på arenor som används för spel i de två högsta divisionerna inom svensk ishockey. På bilden visas Brynäs IF:s arena, Monitor ERP Arena.

Det finns fyra olika typer av ishallar. Träningshallen är den billigaste och minst komplexa att bygga. Publikhallen är en uppgraderad version av träningshallen med högre krav på publikkapacitet, spelar- och publikfaciliteter samt ljus och rymd i hallen. Sedan finns även förbundshallen, vilken är en uppgraderad version av publikhallen i och med större publikkapacitet, ytterligare krav på utrymningsplan, cirkulationslösning, pausutrymmen för publik i form av kiosker och cafeteria, toaletter samt möjligheter till tv-sändning och presskonferenser. Den mest utvecklade ishallstypen kallas arena, vilken Svenska Ishockeyförbundet har ställt som krav för spel i de två högsta divisionerna i svensk ishockey, SHL och Hockeyallsvenskan. Byggnationen av en arena är komplicerad då storlek och placering är både en idrottslig fråga och samhällsfråga där kommuner och föreningars värderingar och strategier tillsammans med deras ekonomiska kapital styr vilka beslut som tas. Ofta byggs så kallade multiarenor, inom vilka flera sporter och evenemang kan arrangeras och anordnas. För anläggningar i Sverige som är klassificerade arenor sker besiktning varje säsong, till skillnad från övriga anläggningar där besiktning görs var tredje säsong. Om en anläggning misslyckas med att bli certifierad av SIF, Svenska Ishockeyförbundet, får inga matcher eller dylikt genomföras förrän bristerna eller avvikelserna med anläggningen åtgärdats.

## Hållbar byggnation & underhållning av arenor
Det ställs höga krav på arenors hållbarhet för att de ska kunna användas ofta och länge. Hållbarheten styrs av konstruktionen, underhållningen och driften. Dessa tre faktorer rekommenderas att utföras med klimatsmarta lösningar, vilka gynnar miljön, samtidigt som arenan ska kunna uppnå och upprätthålla arenakraven. När man konstruerar och sköter om en arena är det därför viktigt att tänka långsiktigt. Exempel på hur man bidrar till en hållbar konstruktion kan vara att bygga med trä, vilket är koldioxidbesparande. Sedan kan man utnyttja arenans takytor genom att installera solceller och därmed minska energikostnaderna på ett energieffektivt sätt. Den tekniska utvecklingen kan komma att spela en avgörande roll för hur man hanterar och löser arenors hållbarhetsfrågor i framtiden.

## Arenanamn & namnbyten

Climate Pledge Arena, arenanamnet beslutat av Amazon.

För att kunna bygga en arena och ha råd att sköta om den på ett hållbart sätt krävs oftast investerare eller företag som investerar och sponsrar en klubb eller arenaverksamhet. Därför är det inte ovanligt att arenor byter namn på grund av marknadsföringsskäl, då detta kan fungera som varumärkesbyggande, vilket man har förhoppning i ska leda till en ökad ekonomi för företaget som äger namnrättigheterna samtidigt som de som sålt dessa rättigheter erhållit ekonomisk ersättning. Ett exempel på ett företag som köpte en arenas namnrättigheter är teknikkonglomeratet Amazon som beslutade att namnet på NHL-klubben Seattle Kraken:s hemmaarena skulle bli Climate Pledge Arena för att uppmärksamma miljösatsningen The Climate Pledge. Ett par kända namnbyten av svenska multiarenor är Globen eller Ericsson Globe som 2021 blev Avicii Arena och Friends Arena som bytte namn 2024 till Strawberry Arena.

## Intressanta arenor
TD Garden, en välkänd arena i Boston som används av stadens NHL- och NBA-lag, anses speciell eftersom den är byggd ovanpå tunnelbanestationen North Station, vilket tillåter besökare att ta tunnelbanan och kliva rätt upp i arenan. Vid nordvästra ingången till arenan står Bobby Orr-statyn, bredvid vilken man kan ta bilder.
Madison Square Garden, New York Rangers hemvist, räknas som en av världens mest ikoniska arenor. Då den är belägen på Manhattan har arenan blivit en plats för många historiska sportevenemang. Arenan används primärt för ishockeymatcher och konserter.
Vegas Golden Knights moderna komplex T-Mobile Arena i Las Vegas, Nevada, byggdes strax innan tidpunkten för klubbens intåg i NHL 2017-2018. Förutom sport är festligheter och shower vanligt förekommande i arenan, vilka överensstämmer med stadens signum. Arenan ligger på kända Las Vegas Strip och omges av barer, hotell och kasinon.

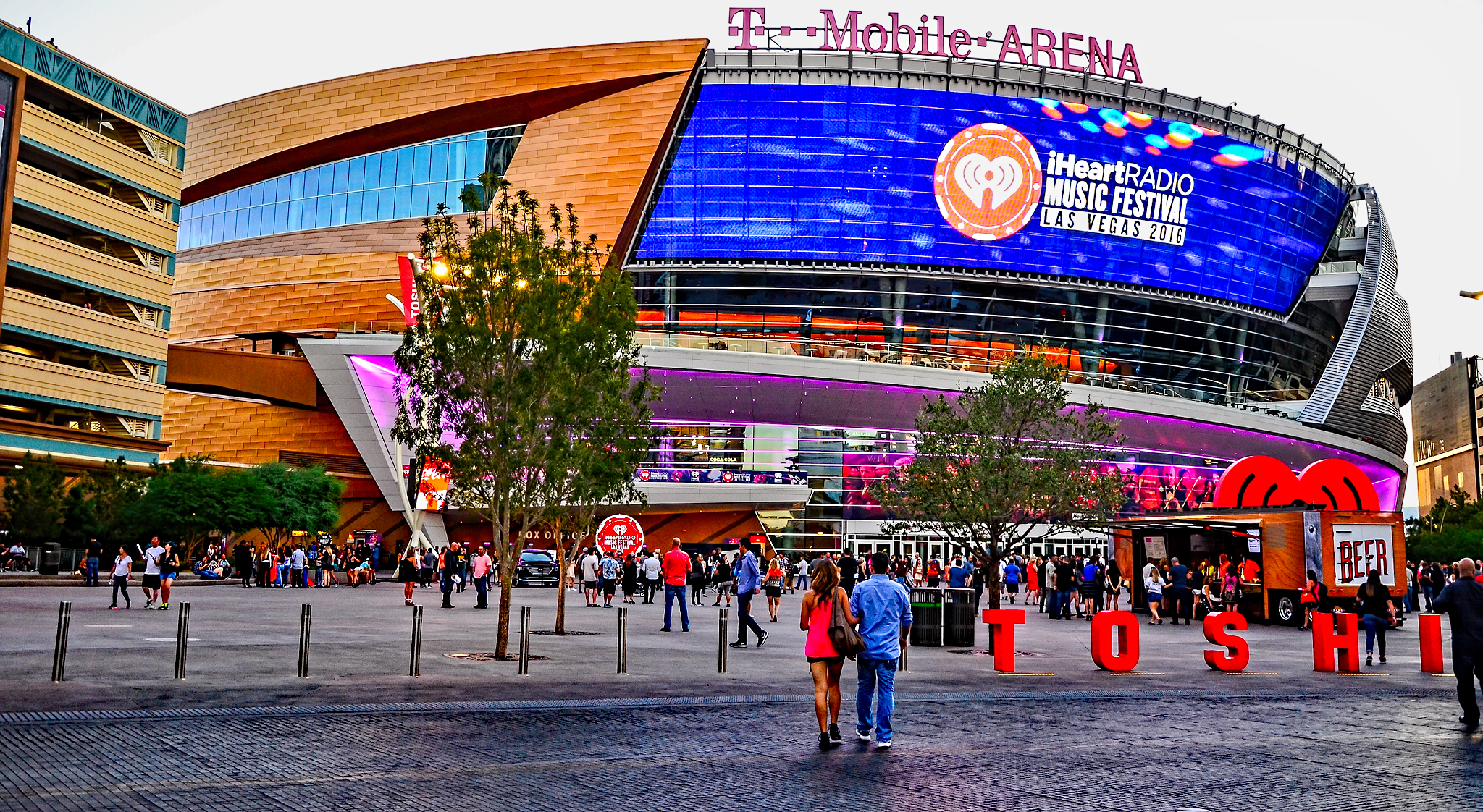
T-Mobile Arena i Las Vegas, Nevada.
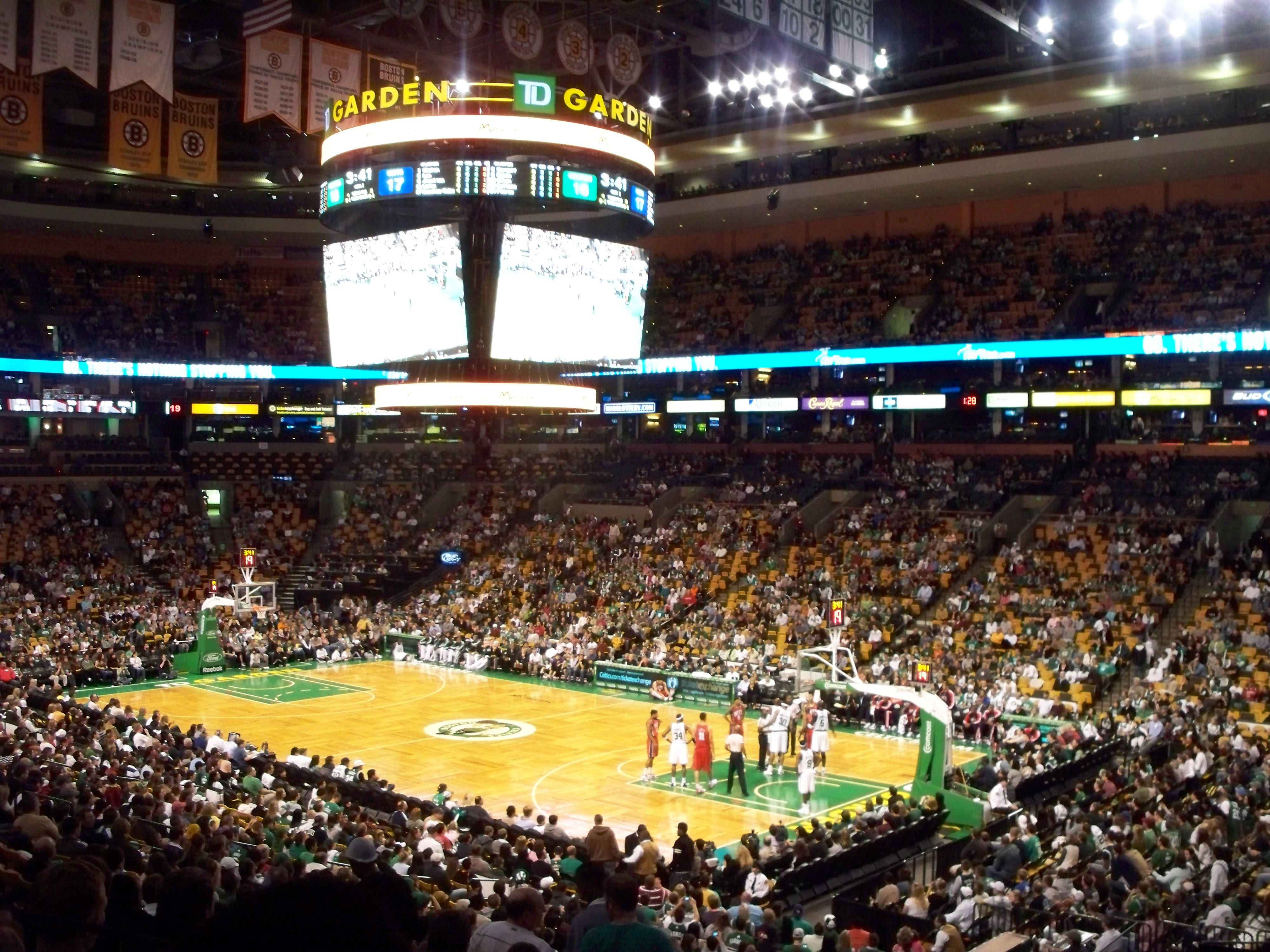
Basketbollmatch i TD Garden.
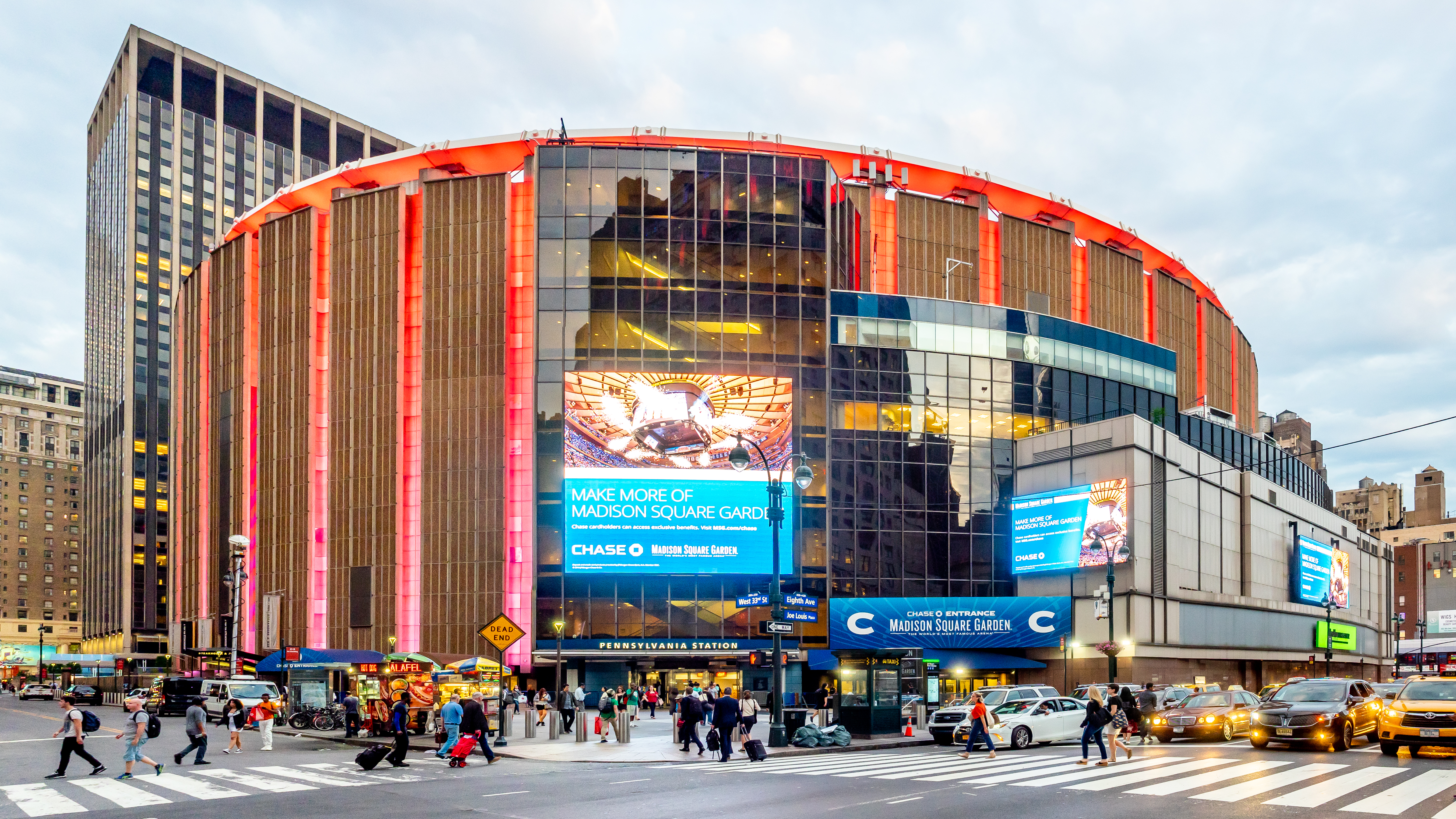
Madison Square Garden belägen på Manhattan i New York.